# Bourgvallées
Bourgvallées is een gemeente in het Franse departement Manche in de regio Normandië. De gemeente maakt deel uit van het arrondissement Saint-Lô en had op 1 januari 2022 3.319 inwoners.

## Geschiedenis

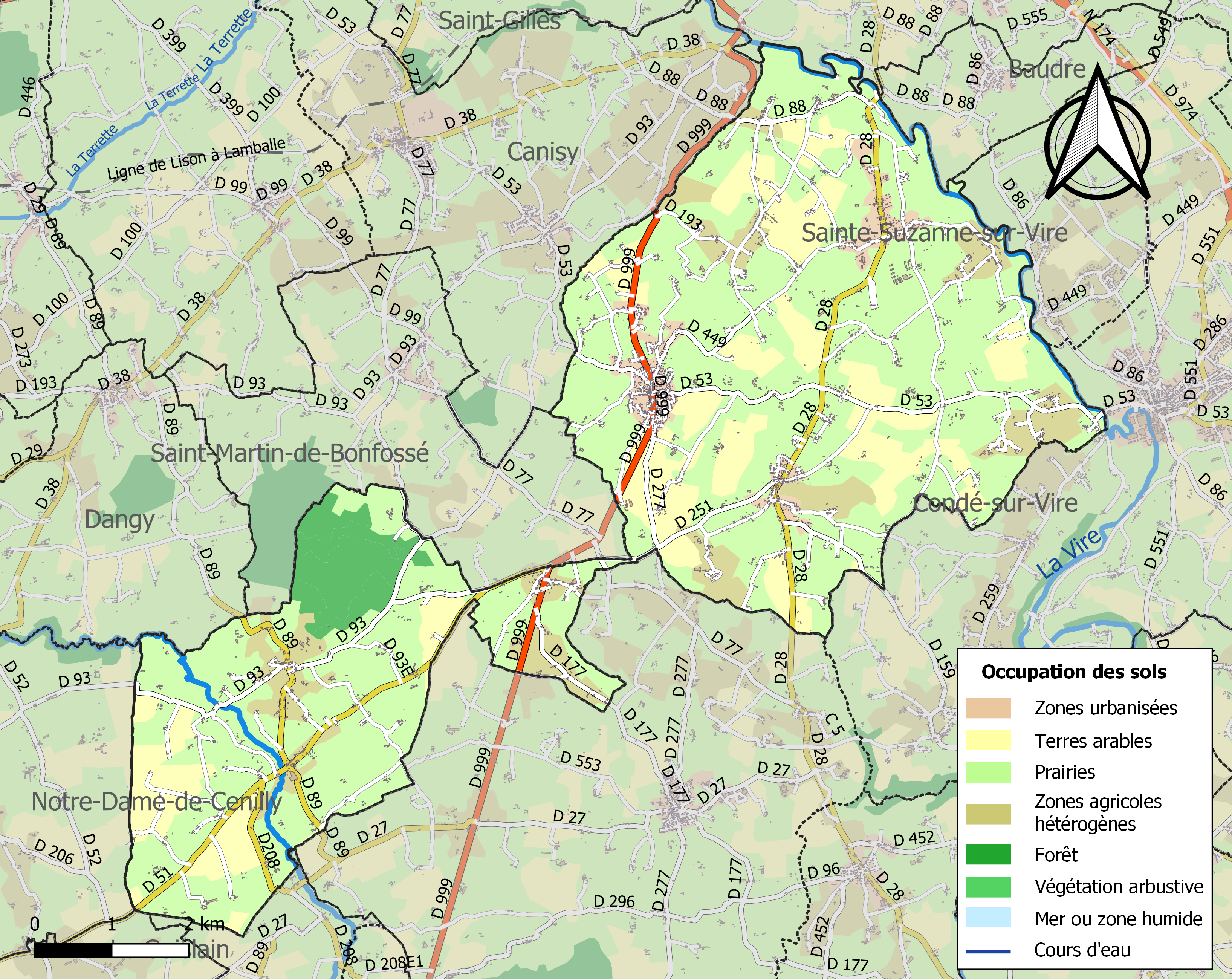
Kaart van de gemeente met de belangrijkste infrastructuur, bodemgebruik en omliggende gemeenten

De commune nouvelle is op 1 januari 2016 ontstaan door de fusie van de gemeenten Gourfaleur, La Mancellière-sur-Vire, Saint-Romphaire en Saint-Samson-de-Bonfossé. Deze laatste plaats werd de hoofdplaats van de gemeente. Op 1 januari 2019 werd Bourgvallées uitgebreid met de per die datum opgeheven gemeenten Le Mesnil-Herman en Soulles.

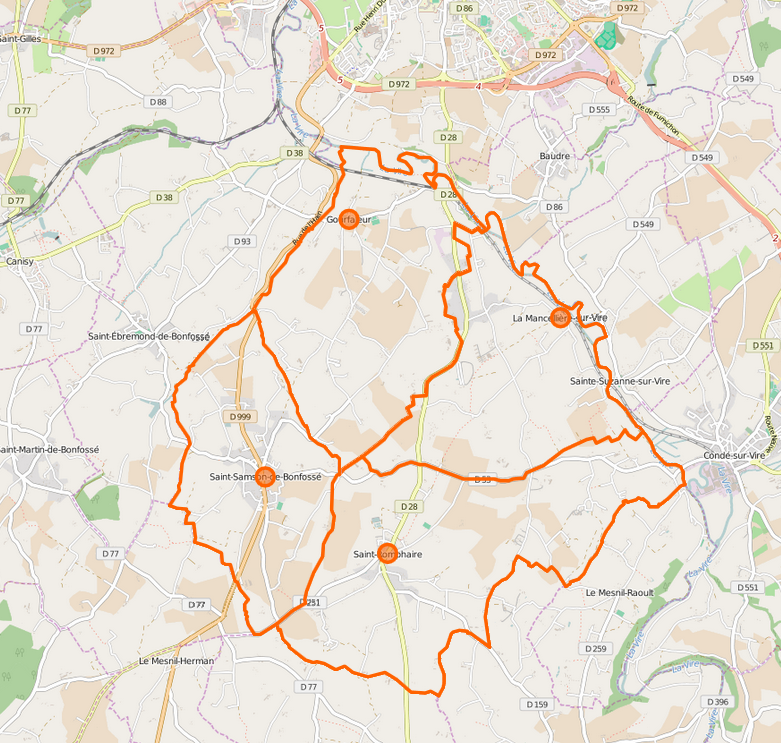
De gemeente in 2016
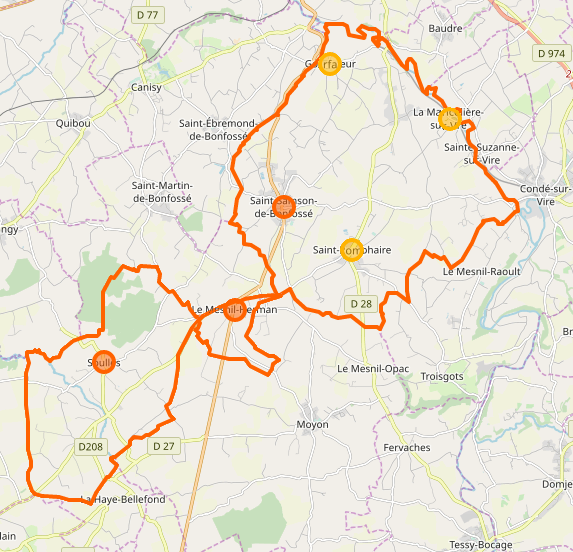
De gemeente in 2019